# Aromia moschata
Il cerambice muschiato (Aromia moschata (Linnaeus, 1758)) è un coleottero appartenente alla famiglia Cerambycidae.

## Descrizione
Le antenne, situate vicino al margine interno dell'occhio, sono più lunghe dell'insetto nei maschi e più corte nelle femmine ed hanno una colorazione tendente al blu scuro che diviene nera sull'apice. Il corpo è allungato, di un luminoso verde bluastro con ramature e riflessi dorati. La testa, abbondantemente punteggiata alla base, è dorata o ramata con una sottile scanalatura sulla fronte. Il torace è dorato ed ha sui fianchi 6 o 7 tubercoli acuti e irregolari, mentre le elitre, più ampie, sono finemente zigrinate, ognuna con 2 linee longitudinali. La parte inferiore del corpo è verde ramato ricoperto da una fitta peluria biancastra, i femori sono verdi con una lieve tinta bluastra mentre la tibia e il tarso sono blu scuro o violetto.
La lunghezza dell'insetto è compresa tra i 4 e i 6 cm circa.

## Distribuzione e habitat
Zone calde mediterranee. Avvistato in Puglia (Brindisi), in Lombardia (Sondrio, Bergamo e nelle Valli del Mincio presso Rivalta sul Mincio), in Friuli, sulla costa Toscana, nel Veneto (Vicenza) e nel Lazio (Fondi), Roma Sud,  in Trentino (Pellizzano).
L'aromia frequenta gli alberi di salice piangente, nel cui legno trovano ristoro le larve il cui ciclo richiede 2 o 3 anni.

## Curiosità
Gli adulti sono particolarmente attivi al crepuscolo ed emettono un caratteristico odore, non sgradevole che ha valso a questo insetto il nome scientifico che tradotto significa profumata di muschio. Un tempo le aromie venivano spesso poste nelle tabaccherie per profumare il tabacco da fiuto.